# 亨利 (名字)
亨利（Henry）是英语中的一个男性名字，来源于古法語Henri/Henry，而古法语中的这个名字又来源于古法兰克语中的名字Heimeric/Ermerijc  ，而古法兰克语中的名字又来源于原始日耳曼语中的名字Hainariks（haim-意为‘家园’，rik意为‘统治者’），在古高地德語中，Hainariks这个名字又和Haginrich这个名字（hagin意为‘领地’，rich意为‘统治者’）合并到了一起，形成了Heinrich这个名字。
古高地德语中的“亨利”从8世纪起就有记载，这个名字的变体还包括Haimirich、Haimerich、Heimerich、Hemirih。在中世纪的英格兰，Harry则被视作是Henry的“口语形式”。大多数名叫Henry的英格兰国王都被称作Harry。由于Henry在英格兰过于流行，当地甚至出现了一个“Tom，Dick，and Henry”的短语，用于指代男性。英语中Henry的常见女性化形式为Harriet和Henrietta。
几个世纪以来，亨利一直都是英语国家中的一个常见名字。2007年，在美国、英格兰、威尔士和澳大利亚，亨利都是最流行的前100个男孩姓名中的一个。在1990年的人口普查中，亨利是美国男性中排名第46的流行名字。亨利的缩短形式Harry则是2007年英格兰和威尔士第5流行的男孩名字。近几年，亨利也是爱尔兰、苏格兰以及北爱尔兰的最流行名字前50名中的一个。2007年，Harry是美国国内排名第578的流行名字。

## 男性化形式变体
在中世紀中期，Henry经拉丁化变成了Henricus。在中世纪中期，亨利在德国、法国和英格兰都是王室名字（比如德国的亨利一世、英格兰的亨利一世、法国的亨利一世），并且也是一个很常见的名字，因此，亨利这个名字也在西欧及中欧地区根据地方语言的差异而派生出了许多变体。
在德语、低地德语、弗里斯兰语和荷兰语中，亨利这个名字存在着多个指小词和缩略形式，如Heike/Heiko（低地德语、荷兰语、弗里西语）、Hein/Heintje（荷兰语）、Heiner/Heinz（德语）。
亨利的原始二合元音特征在荷兰语（Hendrik）中消失了，其昵称形式也变为了Henk、Hennie、Rik。在斯堪的纳维亚语中为Henrik。
中世纪时期，东欧语言在德语和斯堪的纳维亚语的影响下又产生了如下几个本土化形式：Henryk（波兰语）、Jindrich、Hynek（捷克语）、Henrik（匈牙利语、斯洛文尼亚语、克罗地亚语）、Henrikki（芬兰语，昵称为Heikki）、Henrikas/Herkus（立陶宛语）。
亨利的法语形式“Henri”在不列颠群岛上也颇为流行。在中世纪英语中，Henri变成了Harry和Herry。而Herry在威尔士语中又变成了Perry，在爱尔兰语中变为了Annraoi、Anrai、Einri，在苏格兰盖尔语中，亨利写作Eanraig和Eanruig。
到了南欧地区，亨利的变体失去了词首的字母H，在意大利语中变成了Arrigo、Enrico和Enzo，在加泰罗尼亚语中变成了Enric，在西班牙语中变成了Enrique，在巴斯克语中变成了Endika。
另外还有另一个单独的变体，这个变体可能来自古高地德语中的名字Haimirich，但该变体很有可能也與Ermenrich（其中的ermen意为“全部”）或Amalric（其中的amal意为“力量、勇敢”）发生过合并，最终成为了Emmerich这个形式。Emmerich后来又成为了西欧和中欧地区一系列名字的起源，尽管Emmerich的变体的普遍程度始终没有赶上Henry的变体。Emmerich的变体包括：Emery/Amery/Emory（英语）、Emeric（法语）、Imre、Imrus（匈牙利语）、Imrich（斯洛伐克语）、Amerigo（意大利语）以及Americo（伊比利亚半岛语言，如葡萄牙语、西班牙语、加利西亚语）。

## 女性化形式变体
Heinrich的几个变体又经过了女性化并演变出了几个女性化变体。低地德语中的Henrik、Hendrik这两个名字经女性化后演变出了Henrike、Hendrike、Hendrikje、Hendrina和Henrika等等。低地德语中的Heiko经女性化后演变出了Heike。意大利语中的Enrico经女性化后演变出了Enrica、Enrika和Enriqua。西班牙语中的Enrique经女性化后演变出了Enriqueta、Enriquetta和Enriquette。法语中的Henri经女性化后演变出了Henriette、Henrietta，之后从这两个名字中又演变出了Enrieta和Enrietta。英语中的Harry经女性化后演变出了Harriet、Harriett、Harrietta、Harriette，昵称形式还有Hattie、Hatty、Hettie、Etta和Ettie。其他的昵称形式还包括Hena、Henna、Henah、Heni、Henia、Henny、Henya、Henka。在荷兰语中的女性化变体有Jet、Jetta、Jette和Ina。波兰语中的女性化变体有Henryka、Henia、Heniusia、Henka、Henryczka、Henryka、Henrysia和Rysia。需要说明的是，像Rika和Rike这样的昵称有可能来自其他名字（名字中的第二部分为-ric）。西班牙语和葡萄牙语中的女性化形式America则来自Emmerich的变体Amerigo（男性）。